# The Art of Memory II
The Art of Memory II je společné koncertní album Johna Zorna a Freda Firthe. Skladby 1 a 5 byly nahrány v P.A.S.S v New York City 25. ledna 1983 a skladby 2, 3 a 4 ve dnech 27.-28. července 1985 v Roulette v New York City.

## Seznam skladeb
Všechny skladby napsali Fred Frith a John Zorn.
| Pořadí         | Název          | Délka |
| -------------- | -------------- | ----- |
| 1.             | The Heaven     | 17:37 |
| 2.             | The Wood       | 4:43  |
| 3.             | The Standard   | 8:46  |
| 4.             | The Wheel      | 5:44  |
| 5.             | The Painter    | 20:21 |
| Celková délka: | Celková délka: | 57:11 |

## Sestava
- Fred Frith – různé nástroje
- John Zorn – altsaxofon